# Clásico RCN 2009
La 49.ª edición de Clásico RCN, comenzó el día 17 de octubre de 2009 y terminó el 25 del mismo mes. Empezando con una contrarreloj por equipos en el municipio de Guarne (Antioquia) y terminado en la ciudad de Bogotá.

Después de empezar en el Departamento de Antioquia, la competencia visitó los departamentos de Caldas, Risaralda, Valle del Cauca, Quindío, Tolima, Cundinamarca y Boyacá.
Participaron 153 ciclistas en representación de 16 equipos.

## Equipos participantes
| Equipo                                              | Jefes de filas     |
| --------------------------------------------------- | ------------------ |
| Enerca–Gobernación De Casanare                      | Óscar Sevilla      |
| UNE-EPM                                             | Mauricio Ortega    |
| Colombia es Pasión                                  | Fabio Duarte       |
| Boyacá Orgullo de América                           | Freddy Montaña     |
| GW Shimano–Chec Edeq                                | Juan Diego Ramírez |
| Empresa de Energía de Boyacá EBSA                   | Libardo Niño       |
| Lotería de Boyacá–Indeportes Boyacá                 | Santiago Ojeda     |
| Aguardiente Néctar-Cundinamarca-Coldeportes         | Fabio Montenegro   |
| Indeportes Antioquia–FLA–IDEA – Lotería de Medellín | Santiago Botero    |
| IDRD–Liga Ciclismo Bogotá                           | Winner Anacona     |
| Ciclo Ases                                          | Norberto Wilches   |
| Indersantander–Parque Nacional del Chicamocha       | Remberto Jaramillo |
| Nariño–Alkosto–Tolima                               | Edson Calderón     |
| Liga de Ciclismo de Antioquia–Chaoyang–Coordinadora | Arley Montoya      |
| Duitama–Club Omni                                   | Fabio Arenas       |
| San Bernardo del Viento                             | Ávaro Montoya      |

## Etapas
| Etapa | Fecha  | Recorrido                                  | km         | Ganador           | Líder             |
| ----- | ------ | ------------------------------------------ | ---------- | ----------------- | ----------------- |
| 1ª    | 17 oct | Guarne–La Ceja                             | 37,8 (CRE) | UNE-EPM           | Juan Pablo Suárez |
| 2ª    | 18 oct | Sabaneta–Santa Rosa de Cabal               | 184,5      | Jaime Castañeda   | Jaime Castañeda   |
| 3ª    | 19 oct | Cartago–Palmira                            | 186,5      | Giovanni Chacón   | Jaime Castañeda   |
| 4ª    | 20 oct | Palmira–Armenia                            | 155,3      | Didier Chaparro   | Darwin Atapuma    |
| 5ª    | 21 oct | Armenia–Ibagué                             | 147,7      | Mauricio Ortega   | Mauricio Ortega   |
| 6ª    | 22 oct | Ibagué–Soacha                              | 185,5      | Fabio Duarte      | Mauricio Ortega   |
| 7ª    | 23 oct | Chía – Tunja                               | 192,3      | Rafael Infantino  | Mauricio Ortega   |
| 8ª    | 24 oct | Paipa–Bogotá                               | 153,5      | Israel Ochoa      | Mauricio Ortega   |
| 9ª    | 26 oct | Bogotá (Parque Nacional)-Plaza de Bolívar) | 35 (CRI)   | Juan Carlos López | Mauricio Ortega   |

## Clasificaciones finales
- Las clasificaciones culminaron de la siguiente forma:[3]

### Clasificación general
|    | Ciclista           | Equipo                                      | Tiempo      |
| -- | ------------------ | ------------------------------------------- | ----------- |
| 1  | Mauricio Ortega    | UNE-EPM                                     | 31h 10' 45" |
| 2  | Francisco Colorado | GW Shimano–Chec Edeq                        | + 4' 12"    |
| 3  | Giovanni Báez      | UNE-EPM                                     | + 5' 09"    |
| 4  | Freddy Montaña     | Boyacá Orgullo de América                   | + 5' 20"    |
| 5  | Luis Laverde       | Colombia es Pasión                          | + 5' 33"    |
| 6  | Darwin Atapuma     | Colombia es Pasión                          | + 5' 42"    |
| 7  | Rafael Montiel     | Aguardiente Néctar-Cundinamarca-Coldeportes | + 5' 47"    |
| 8  | Javier González    | Boyacá Orgullo de América                   | + 6' 51"    |
| 9  | Flober Peña        | Empresa de Energía de Boyacá EBSA           | + 8' 08"    |
| 10 | Víctor Niño        | Empresa de Energía de Boyacá EBSA           | + 8' 28"    |

### Clasificación de la montaña
|   | Ciclista           | Equipo                                      | Puntos |
| - | ------------------ | ------------------------------------------- | ------ |
| 1 | Rafael Montiel     | Aguardiente Néctar-Cundinamarca-Coldeportes | 62 p.  |
| 2 | Mauricio Ortega    | UNE-EPM                                     | 56 p.  |
| 3 | Libardo Niño       | Empresa de Energía de Boyacá EBSA           | 37 p.  |
| 4 | Fernando Camargo   | Boyacá Orgullo de América                   | 31 p.  |
| 5 | Francisco Colorado | GW Shimano-Chec Edeq                        | 27 p.  |

### Clasificación de la regularidad
|   | Ciclista         | Equipo               | Puntos |
| - | ---------------- | -------------------- | ------ |
| 1 | Alejandro García | GW Shimano–Chec Edeq | 70 p.  |
| 2 | Mauricio Ortega  | UNE-EPM              | 68 p.  |
| 3 | Rafael Infantino | UNE-EPM              | 60 p.  |
| 4 | Jaime Castañeda  | UNE-EPM              | 53 p.  |
| 5 | Giovanni Báez    | UNE-EPM              | 47 p.  |

### Clasificación de las metas volantes
|   | Ciclista          | Equipo                              | Puntos |
| - | ----------------- | ----------------------------------- | ------ |
| 1 | Alejandro García  | GW Shimano–Chec Edeq                | 76 p.  |
| 2 | Edgar Fonseca     | Lotería de Boyacá–Indeportes Boyacá | 32 p.  |
| 3 | Juan Pablo Forero | Colombia es Pasión                  | 29 p.  |
| 4 | Élder Herrera     | GW Shimano–Chec Edeq                | 20 p.  |
| 5 | Yeferson Vargas   | Lotería de Boyacá–Indeportes Boyacá | 17 p.  |

### Clasificación por equipos
|   | Equipo                                      | Tiempo      |
| - | ------------------------------------------- | ----------- |
| 1 | UNE-EPM                                     | 92h 15′ 37" |
| 2 | Boyacá Orgullo de América                   | + 3′ 17"    |
| 3 | Colombia es Pasión                          | + 3′ 31"    |
| 4 | Empresa de Energía de Boyacá EBSA           | + 8′ 25"    |
| 5 | Aguardiente Néctar-Cundinamarca-Coldeportes | + 39′ 59"   |